# Matti Kivekäs
Matti Kivekäs (né le 1er janvier 1888 et mort le 4 avril 1918 à Tampere) est, à partir de 1916, le premier rédacteur en chef du magazine Suomen Kuvalehti.

## Biographie
Sa mère est Anna Stenbäck et son père Josef Stenbäck est un architecte concepteur d'églises très connu.
Le 18 février 1917, Matti épouse Maj Snellman, la petite fille de Johan Vilhelm Snellman. Leur fille Kaja naît le 1er août 1918.
Kivekäs est le professeur à domicile des filles d'Aïno et Jean Sibelius.
Il est nommé éditeur en chef de Suomen Kuvalehti sur proposition de Juhani Aho.
Il est aussi traducteur en finnois de Littérature hongroise.
Kivekäs meurt à Tampere victime de la Guerre civile finlandaise.
Durant la Bataille de Tampere il travaille pour le poste de la Croix-Rouge situé dans le lycée classique de Tampere.
Le 4 avril 1918, il accompagne le directeur des soins infirmiers qui doit aider à accoucher une femme dans la cathédrale de Tampere qui est pleine de réfugiés.
Alors qu'il attend le directeur devant l'église, il lève la tête et reçoit une balle dans le sourcil et en meurt.

## Ouvrages
- (fi) József Szinnyei, Matti Kivekäs, Unkarin kielen oppikirja [« Manuel de hongrois »], Helsinki, Société de Littérature Finnoise, 1912

## Traduction vers le finnois
Matti Kivekäs a traduit en finnois les livres suivants :
- Unkarilaisia satuja [« Contes hongrois »], Helsinki, Kansanvalistusseura, coll. « Kansanvalistusseuran nuorisonkirjoja n:o 8 », 1910
- Ferenc Herczeg, Gyurkovicsin pojat, Otava, 1912
- Ferenc Herczeg, Gyurka ja Sándor : uusia lisiä Gyurkovicsin poikien elämäntarinaan, Otava, 1912
- Ferenc Molnár, Koulupoikia : kirja Pál-kadun pojista, Otava, 1913
- Géza Gárdonyi, Näkymätön ihminen : hunnilaisromaani Attilan ajoilta, Otava, 1916, 2. painos 1933
- Géza Gárdonyi, Kaunis sepänemäntä y. m. kertomuksia, Otava, 1917
- Ferenc Herczeg, Gyurkovicsin perhe, Otava, 1955